# ケジャリー
ケジャリーまたはケージャリー（英語: Kedgeree、時にkitcherie、kitchari、kidgeree、kedgaree、kitchiri、khichuriと表記されることもある）は、インド料理に由来をもつイギリス料理である。ほぐした魚の身（伝統的にコダラの燻製）、炊いた米、パセリ、ゆで卵、カレー粉、バターもしくはクリーム、場合によってはサルタナを加えて作る。由来となった料理はインドではキッチャリー（英語圏ではkhichariと表記）と称され、通常広く豆と米の料理を指す単語として用いられている。キチュリはスパイスをあまり用いず水分を多く含む geela khichari からスパイスを多用し水分をほとんど含まないもの sookha khichari まで様々な種類がある。インドのキチュリはケジャリーとは材料が異なり、他種類の野菜を用いる他にもナッツや果物を入れることもある。インドのキチュリはカレー粉を用いず、料理のレシピに合わせ個々のスパイスを組みあわせ、事前に煎るもしくは油で炒めた後に調理する。

## 歴史

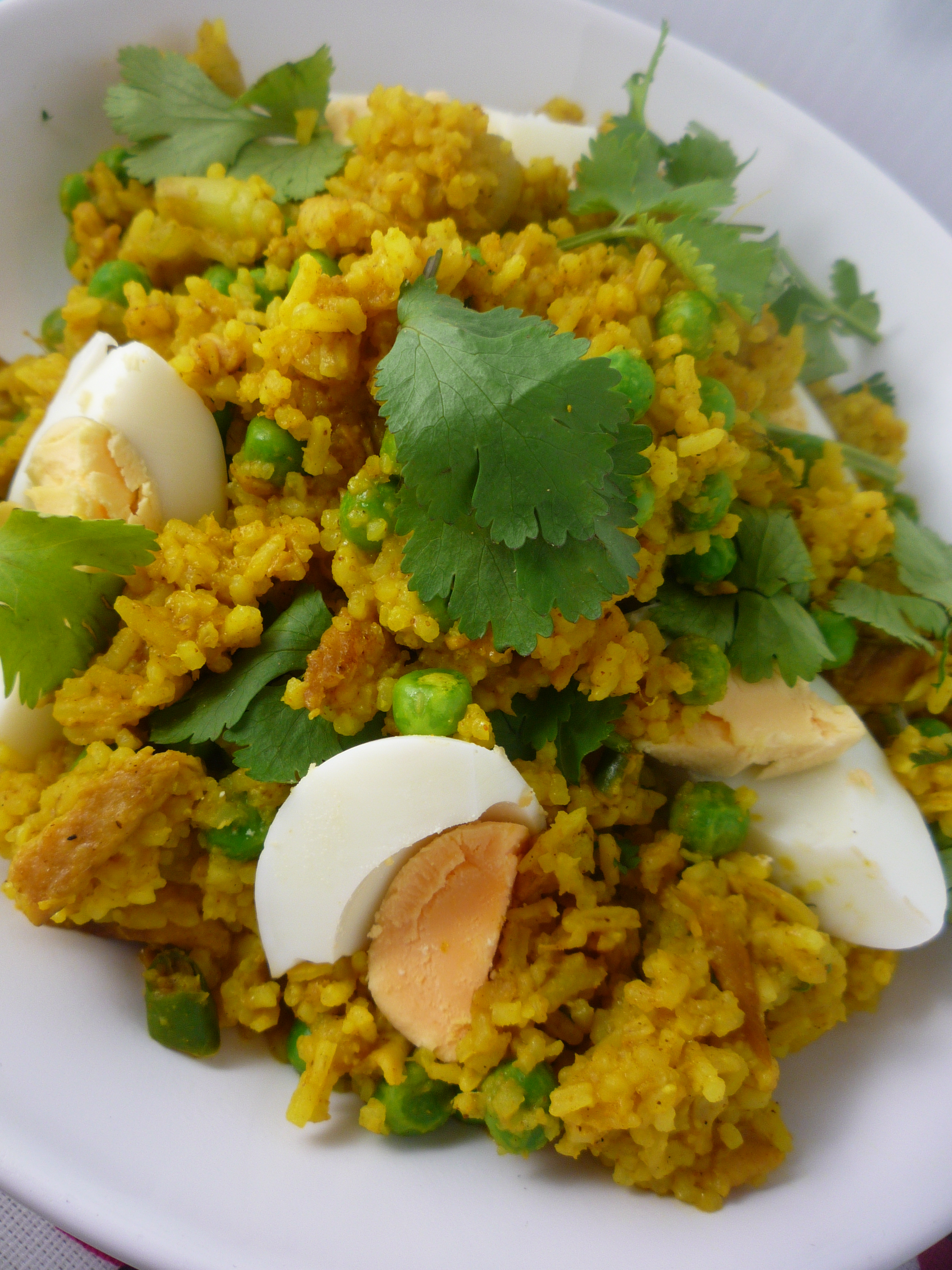
ケジャリーの元となった料理、キチュリ

ケジャリーはインドで1340年以前に生まれた、ムーング豆もしくはレンズ豆と米を使用した料理キチュリに起源を持つと考えられている。ケジャリーはイギリス領インド帝国から帰ってきた植民によりイギリスに持ち込まれた後、ヴィクトリア朝時代に朝食としてイギリスに紹介されアングロ・インド料理として定着したと広く信じられている。ケジャリーは、バブル・アンド・スクイークを筆頭とする、昨夜の夕食の残り物を冷蔵庫に眠らせることなく魅力的な朝食へと変えるレシピの一つとしてよく知られている。
ホブソン・ジョブソンではイブン・バットゥータ（1340年完成）のキチュリと呼ばれる米とリョクトウ（ムーング豆）を共に炊いた料理への言及を引用し、アイニ・アクバリー（1590年完成）からキチュリのレシピを引用している。キチュリが未だ一般的に食されているグジャラート州では、この料理は通常香辛料入りのヨーグルト飲料、カーディーとともに供される。グジャラート州ではキチュリは通常魚を用いて調理することはないが、海沿いの村など魚介類が豊富にとれる地域では魚を用いて調理することもある。ホブソン・ジョブソンによれば、魚をケジャリーにして食するときは、再調理した魚を食しているということは些細な事に感じられる。
ケジャリーは温かい状態でも冷めた状態でも食する事ができる。また、伝統的な調理法とは異なるものの、コダラの代わりにマグロやサケを用いて調理することもできる。
日本では村井弦斎が「食道楽」の中で「ケズレー」として紹介し、1940年5月16日付『東京朝日新聞』にも「ケズレーライス」のレシピが掲載されている。

## 類似の米料理
- アロス・コン・ポーヨ、アロス・コン・ガンドゥレス（英語版）、モロス・イ・クリスティアーノス（英語版）、ガージョ・ピント（英語版）、パベジョン・クリオージョ（英語版）、アロス・コン・フリホーレス（英語版）
- ピビンパ
- ビリヤニ
- 炒飯
- ジャンバラヤ
- ジョロフライス
- ホッピンジョン
- カブサ
- コシャリ
- ナシゴレン
- パエリア
- ピラフ
- ライス・アンド・ピーズ
- リゾット
- シナンガグ（英語版）
- アロス・ロホ（英語版）
- 炊き込みご飯